# Karel Schindler
Karel Schindler, celým jménem Karel Jiří Schindler (13. července  1834 Zruč nad Sázavou – 12. června 1905 Jičín), byl rakouský a český lesnický odborník, pedagog a politik, v 2. polovině 19. století poslanec Českého zemského sněmu a Říšské rady.

## Biografie
Narodil se v červenci 1834 v domě čp.39 ve Zruči. Profesí byl lesnickým odborníkem, pedagogem a odborným publicistou. Vystudoval reálku a pak pražskou techniku a lesnicko-hornickou akademii v hornouherské Banské Štiavnici. V roce 1860 se stal učitelem na lesnické škole v Bělé pod Bezdězem a v letech 1861–1868 učil na lesnické škole Mariabrunnu u Vídně. Pak byl vyslán do Slezska a na Moravu jako státní úředník pro otázky reformy lesní správy. Roku 1863 sepsal německy dějiny lesnického školy v Mariabrunnu a podílel se na reorganizaci tohoto ústavu. V období let 1870–1882 zastával funkci finančního rady a ústředního lesního inspektora pro Čechy, Horní a Dolní Rakousy a Štýrsko se sídlem ve Vídni.
V 80. letech 19. století se zapojil i do zemské a celostátní politiky. V doplňovacích volbách v říjnu 1882 byl zvolen v městské kurii (volební obvod Dvůr Králové, Náchod, Hořice, Nové Město n. Metují) do Českého zemského sněmu. V řádných volbách v roce 1883 mandát obhájil.
Zasedal také v Říšské radě (celostátní zákonodárný sbor), kam usedl po doplňovací volbě roku 1881. Slib složil 14. listopadu 1881. Zastupoval zde kurii venkovských obcí, obvod Čáslav, Kutná Hora atd. Mandát obhájil ve volbách do Říšské rady roku 1885 za týž obvod. Politicky patřil k staročeské straně. Po volbách v roce 1885 se na Říšské radě připojil k Českému klubu (jednotné parlamentní zastoupení, do kterého se sdružili staročeši, mladočeši, česká konzervativní šlechta a moravští národní poslanci).
V roce 1889 se stal přednostou ředitelství státních nadačních lesů v Čechách. Publikoval v českých i německých periodikách. Je autorem první české odborné encyklopedie Veškeré nauky lesnické, která poprvé vyšla roku 1865. Patřil mu statek Bílá Třemešná. Získal Řád železné koruny III. třídy.
Zemřel v červnu 1905 po krátké nemoci na ochrnutí srdce.